# René Casados
René Casados  (Veracruz, Mexikó, 1961. október 2. –) mexikói színész.

## Élete
René Casados 1961. október 2-án született. 1978-ban játszotta első szerepét. 2000-ben a María del Carmen című telenovellában kapott szerepet. 2005-ben A mostoha című sorozatban megkapta Bruno Mendizábal szerepét. Felesége Rosa Adriana Ojeda, akitől két lánya született.

## Filmográfia
- Las Amazonas (2016) .... Eduardo Mendoza Castro
- Szerelem ajándékba (Mi corazón es tuyo) (2014) .... Bruno Romero
- A vihar (La tempestad) (2013) .... Claudio Salvatore Petrone
- Bűnös vágyak (Abismo de pasión) (2012) .... Padre Guadalupe 'Lupe' Mondragón
- Időtlen szerelem (Cuando me enamoro) (2010-2011) .... Gonzalo Monterrubio
- Vad szív (Corazón salvaje) (2009-2010) .... Noel Vidal
- Fuego en la sangre (2008)  .... Padre Tadeo
- Mundo de fieras (2006) .... Nicolás Navarro
- A mostoha (La madrasta) (2005) .... Bruno Mendizábal
- Corazones al límite (2004) .... Dante Lacalfari
- Amarte es mi pecado (2004) .... Juan Carlos Orellana
- Hajrá skacok (¡Vivan los niños!) (2002-2003) .... Sr. Cuellar
- Clase 406 (2002)  .... Manolo Cayetano Catasús
- María Belén (2001) .... Jorge
- María del Carmen (Abrázame muy fuerte) (2000) .... Francisco José Bravo / Fernando Joaquín
- Ramona (2000) .... Angus O'Faill
- Cuento de Navidad (1999) .... Rodrigo Félix
- Tres mujeres (1999) .... Leonardo Marcos
- Ángela (1998-1999) .... Alfonso Molina
- Preciosa (1998) .... El Gran Sabú
- La jaula de oro  (1997) .... Flavio Canet
- La antorcha encendida (1996) .... Agustín de Iturbide
- Dos vidas (1988) .... Dino
- Extraños caminos del amor (1981) .... Miguel
- Muchacha de barrio (1979)...Ernesto
- La hora del silencio (1978)